# 胡成中
胡成中（1961年—），浙江乐清人，汉族，中华人民共和国政治人物，第十届、第十一届全国政协委员。
担任全国工商联常委、浙江省工商联副主席、德力西集团有限公司董事局主席。2008年，当选第十一届全国政协委员，代表经济界，分入第三十七组。2018年2月24日，当选为第十三届全国人大代表。